# Étienne Pardoux
Étienne Pardoux (né en 1947) est un mathématicien français travaillant dans le domaine de l'analyse stochastique, en particulier des équations aux dérivées partielles stochastiques (en). Il est actuellement professeur émérite à l'université d'Aix-Marseille.
Il soutient son doctorat en 1975 à l'université Paris-Sud sous la direction d'Alain Bensoussan et Roger Meyer Temam.
Avec Peng Shige, il a développé la théorie des équations différentielles stochastiques rétrogrades (en) non linéaires (BSDE).